# Mladota von Solopisk

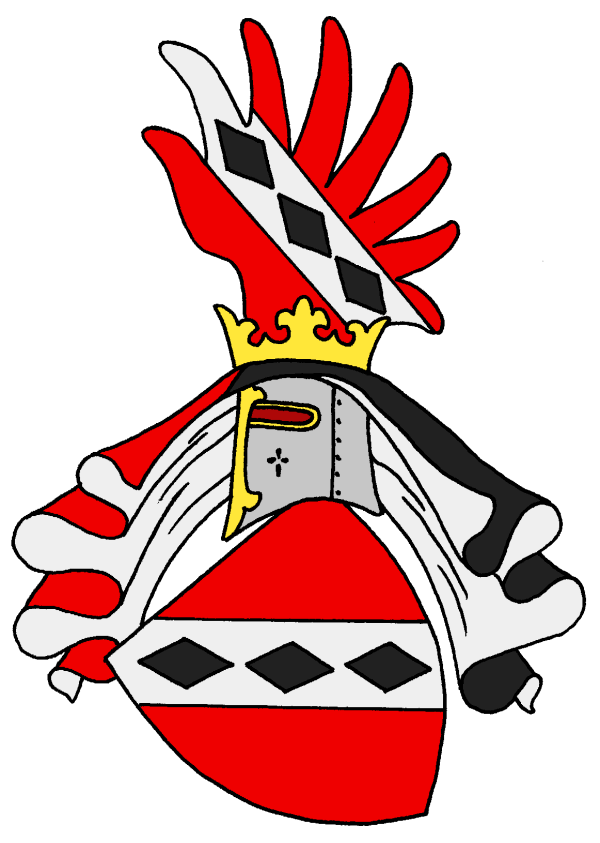
Stammwappen der Mladota von Solopisk

Mladota von Solopisk ist der Name eines alten ursprünglich böhmischen Adelsgeschlechts. Die Familie, deren Zweige zum Teil bis heute bestehen, gehört zum mittelböhmischen Uradel.

## Geschichte

### Herkunft
Erstmals urkundlich erwähnt wird das Geschlecht am 10. April 1305 mit Mladota von Drast. Er war königlich böhmischer Untermundschenk, mit dem auch die ununterbrochene Stammreihe der Familie beginnt.
Solopisk (Solopisky), der namensgebende Stammsitz des Geschlechts, ist heute eine Ortschaft im Okres Praha-západ (Bezirk Prag-West) in der Tschechischen Republik. Der Stammvater Mladota von Drast wurde mit Solopisk in der genannten Urkunde 1305 belehnt.

### Ausbreitung und Persönlichkeiten
Angehörige der Familie standen vor allem in königlich böhmischen bzw. kaiserlich österreichischen Diensten und erhielten einflussreiche Hof-, Staats- und Militärämter. Franz Joseph Mladota von Solopisk wurde kaiserlicher Hauptmann des Berauner Kreises in Böhmen. Aus seiner Ehe mit Helena von Golcz gingen die drei Brüder Joseph Peter, Johann Franz und Johann Nepomuk hervor. Alle drei erhielten 1761 den böhmischen Freiherrenstand (siehe Standeserhebungen).
Johann Franz Freiherr Mladota von Solopisk heiratete Maria Gertrud Freiin Kersel von Qualtenberg. Das Paar hinterließ eine Tochter, Maria Anna, die 1785 Joseph Freiherr von Puteani auf Sautitz heiratete. Johann Nepomuk Freiherr Mladota von Solopisk starb 1798 und hinterließ aus der Ehe mit Maria Anna Josepha Freiin von Morawez ebenfalls nur eine Tochter, Aloisia Barbara († 1782), die bereits 1773 mit zuvor genannten Joseph Freiherr von Puteani verheiratet war.
Als einziger der Brüder konnte Joseph Peter Freiherr Mladota von Solopisk den Mannesstamm fortsetzen. Er heiratete Ludovica Freiin von Morawetz und erhielt durch Diplom am 6. Mai 1748 das oberste Erblandtürhüteramt des Königreichs Böhmen. Das Amt war nach dem Erlöschen der Karel von Swarowa, eine mit den Mladota von Solopisk verwandte Familie, erledigt. Sein Enkel Adalbert I. Freiherr Mladota von Solopisk (* 1778), Sohn von Franz de Paula Mladota von Solopisk und dessen Frau Josepha Gräfin Dohalsky von Dohalitz, starb 1827 als Herr auf Maschau, kaiserlicher Kämmerer und oberster Erblandtürhüter in Böhmen. Er war in erster Ehe mit Maria Gräfin Przichowsky von Przichowiz († 1805) und in zweiter Ehe, seit 1806, mit Franzisca Freiin Schirndinger von Schirnding (* 1786) verheiratet.
Aus der ersten Ehe des Freiherren Adalbert I. stammen die Freiinen Maria (* 1803), Witwe des 1827 verstorbenen Ernst Graf von Thun und Hohenstein, und Elisabeth (* 1805) Mladota von Solopisk. Letztere heiratete 1829 ihren Schwager Leopold Graf von Thun und Hohenstein zu Ronsberg.

Aus zweiter Ehe kam Aloysia Freiin Mladota von Solopisk (* 1820; † 1849), die 1845 Adolf von Auersperg, den späteren österreichischen Ministerpräsidenten, heiratete. Sie starb bereits drei Jahre später ohne Nachkommenschaft. Ihr Bruder Freiherr Adalbert II. Mladota von Solopisk (* 1806; † 1893), Herr auf Zabrádka und Chulm in Böhmen, wurde kaiserlicher Kämmerer und oberster Erblandtürhüter. Aus seiner 1831 geschlossenen Ehe mit Maria Freiin Reizenstein aus dem Haus Schönkirch (* 1813) gingen drei Söhne hervor. Sohn Franz Freiherr Mladota von Solopisk (* 1835) wurde kaiserlicher Kämmerer und Oberleutnant und sein Bruder Adalbert III. Freiherr Mladota von Solopisk (* 1837) kaiserlicher Rittmeister. Adalbert III. heiratete 1863 Maria Freiin von Riese-Stallburg.

Von ihren Onkeln, den Brüdern von Adalbert II., wurde Franz Freiherr Mladota von Solopisk (* 1811) Herr der Herrschaft Amschelberg in Böhmen und Carl Hugo Freiherr Mladota von Solopisk (* 1815) Herr auf Graupen und Woleschno in Böhmen und kaiserlicher Rittmeister. Letzterer heiratete in erster Ehe 1842 Helena Gräfin Pötting und Persing, Freiin auf Falkenstein († 1850) und in zweiter Ehe 1852 Gabriele von Schönberg-Pötting.
Das Rote Schloss im Amschelberg (Červený Hrádek (Sedlčany)), das seit 1837 in Besitz der Mladota von Solopisk und ab 1844 im neugotischen Stil umgebaut wurde, konnte nach 1989 von der Familie Jan Mladota wieder renoviert werden. Seine Witwe Henriette Baronin Mladota auf Hradek ist Förderin des Mladota-Ensembles.

### Standeserhebungen
Am 26. Juni 1761 zu Wien erhielten die Brüder Joseph, Verordneter der böhmischen Landtafel, Johann Franz, kaiserlicher Obristwachtmeister im Dragonerregiment „Althann“, und Johann Nepomuk Mladota von Solopisk, Volontär im Regiment Heister, den böhmischen alten Freiherrenstand mit der Anrede Wohlgeboren und einer Wappenbesserung.

## Wappen

### Stammwappen
Das Stammwappen zeigt in Rot einen mit drei schwarzen Rauten belegten silbernen Schrägrechtsbalken. Auf dem Helm mit rechts rot-silberner, links schwarz-silberner Helmdecke ein wie der Schild bezeichneter Flügel.

### Freiherrliches Wappen
Das freiherrliche Wappen von 1761 zeigt in Rot den mit den drei schwarzen Rauten belegten silbernen Schrägrechtsbalken. Das Wappen hat zwei Helme. Auf dem rechten mit rot-silbernen Decken ein mit schräglinken, auf dem linken mit schwarz-silbernen Helmdecken ein mit schrägrechten wie im Schild bezeichneten Balken belegten roten Flügel.